# Sega Mega Drive Mini
Das Sega Mega Drive Mini (in den USA: Sega Genesis Mini) ist eine Retro-Spielkonsole des japanischen Herstellers Sega mit 42 vorinstallierten Spielen. Sie ist dem ursprünglich ebenfalls von Sega veröffentlichten Mega Drive nachempfunden, das hauptsächlich von 1988 bis 1995 vermarktet wurde. Die Konsole emuliert die ursprüngliche 16-Bit-Hardware für die je nach Verkaufsregion variierende Vorauswahl an Original-Spieletiteln. Das Mega Drive Mini wurde am 19. September 2019 für einen Verkaufspreis von 79,99 Euro veröffentlicht.

## Hardware
Das Mega Drive Mini ist etwa halb so groß wie die ursprüngliche Konsole. Im Inneren sitzt das ARM-basierte SoC ZUIKI Z7213. Der interne Flash-Speicher ist 512 MB groß. Das Gerät wird, je nach Veröffentlichungsregion, mit ein bis zwei Nachbildungen des ursprünglichen Controllers in Originalgröße ausgeliefert, die per USB-Schnittstelle angeschlossen werden. Originalcontroller können hingegen nicht angeschlossen werden. Ebenfalls enthalten ist ein USB-to-Micro-B-Stromkabel bzw. ein USB-Netzteil (Nordamerika) sowie ein HDMI-Kabel. Es gibt unterschiedliche Varianten für Nordamerika, Europa, Asien und Japan, die den ursprünglichen Designs und Farben dieser Regionen entsprechen. Die amerikanische und europäische Version beinhalten einen Controller mit drei Knöpfen, während die japanischen Controller sechs Knöpfe haben. In Nordamerika wurden offiziell für das Mini lizenzierte Controller mit sechs Knöpfen separat angeboten. In Japan wurden weitere funktionslose, rein ästhetische Ergänzungen separat angeboten: eine Miniatur des Sega CD und des Sega 32X, eine Nachbildung der Lock-on-Cartridge von Sonic & Knuckles und der Standard-Cartridge Sonic the Hedgehog.

## Spiele
Das Mega Drive Mini kommt mit 42 Spielen, deren Zusammenstellung nach Region variiert. So besitzt bspw. das japanische Exemplar alle drei regionalen Versionen von Castlevania: Bloodlines und Contra: Hard Corps, während das amerikanische Mini beim Umstellen der Sprache auf Japanisch dem Spieler den Titel Puyo Puyo zur Verfügung stellt, der auf dem japanischen Mini nicht enthalten ist. Das europäische Mega Drive Mini erlaubt keinen Zugriff auf die amerikanische Version, mit wenigen Ausnahmen, wenn die Sprache auf Koreanisch und Chinesisch gestellt wird. Die europäischen Versionen Mega Man: The Wily Wars und Earthworm Jim sind dagegen die amerikanischen ROMs. Die Konsole bietet für alle Spiele eine Speicherfunktion, um das Programm jederzeit pausieren und fortsetzen zu können. Spiele können entweder in der ursprünglichen 4:3-Auflösung oder gestreckt auf Widescreen-Format 16:9 gespielt werden, im letzteren Fall mit modifizierten HUD-Elementen, um den Bildschirm auszufüllen. Als Bonusspiele wurden die nie für Mega Drive veröffentlichten Titel Darius und Tetris hinzugefügt, die auf früheren Arcade-Fassungen basieren.
| Spiel                                       | NA/PAL | Japan | China/Korea |
| ------------------------------------------- | ------ | ----- | ----------- |
| Alex Kidd in the Enchanted Castle           | Ja     | Nein  | Nein        |
| Alien Soldier                               | Nein   | Nein  | Ja          |
| Alisia Dragoon                              | Ja     | Ja    | Ja          |
| Altered Beast                               | Ja     | Nein  | Nein        |
| Assault Suit Leynos                         | Nein   | Ja    | Ja          |
| Beyond Oasis                                | Ja     | Ja    | Ja          |
| Castle of Illusion Starring Mickey Mouse    | Ja     | Nein  | Ja          |
| Castlevania: Bloodlines                     | Ja     | Ja    | Ja          |
| Columns                                     | Ja     | Ja    | Ja          |
| Comix Zone                                  | Ja     | Ja    | Ja          |
| Contra: Hard Corps                          | Ja     | Ja    | Ja          |
| Darius                                      | Ja     | Ja    | Ja          |
| Dr. Robotnik’s Mean Bean Machine/Puyo Puyo  | Ja     | Nein  | Ja          |
| Dyna Brothers 2                             | Nein   | Ja    | Nein        |
| Dynamite Headdy                             | Ja     | Ja    | Nein        |
| Earthworm Jim                               | Ja     | Nein  | Nein        |
| Ecco the Dolphin                            | Ja     | Nein  | Nein        |
| Eternal Champions                           | Ja     | Nein  | Nein        |
| Game no Kanzume Otokuyou                    | Nein   | Ja    | Ja          |
| Ghouls ’n Ghosts                            | Ja     | Ja    | Ja          |
| Golden Axe                                  | Ja     | Ja    | Ja          |
| Gunstar Heroes                              | Ja     | Ja    | Ja          |
| Kid Chameleon                               | Ja     | Nein  | Nein        |
| Landstalker                                 | Ja     | Ja    | Ja          |
| Langrisser II                               | Nein   | Ja    | Ja          |
| Light Crusader                              | Ja     | Nein  | Nein        |
| Lord Monarch                                | Nein   | Ja    | Nein        |
| Madō Monogatari I                           | Nein   | Ja    | Nein        |
| Mega Man: The Wily Wars                     | Ja     | Ja    | Ja          |
| Monster World IV                            | Ja     | Ja    | Ja          |
| MUSHA                                       | Nein   | Ja    | Ja          |
| OutRun 2019                                 | Nein   | Nein  | Ja          |
| Party Quiz Mega Q                           | Nein   | Ja    | Nein        |
| Phantasy Star IV                            | Ja     | Ja    | Ja          |
| Powerball                                   | Nein   | Ja    | Ja          |
| Puyo Puyo 2                                 | Nein   | Ja    | Ja          |
| Puzzle & Action: Tant-R                     | Nein   | Ja    | Ja          |
| Rent a Hero                                 | Nein   | Ja    | Nein        |
| Road Rash 2                                 | Ja     | Ja    | Ja          |
| Shining Force                               | Ja     | Ja    | Ja          |
| Shining Force 2                             | Nein   | Nein  | Ja          |
| Shinobi 3                                   | Ja     | Nein  | Nein        |
| Slap Fight MD                               | Nein   | Ja    | Ja          |
| Snow Bros                                   | Nein   | Ja    | Ja          |
| Sonic Spinball                              | Ja     | Nein  | Nein        |
| Sonic the Hedgehog                          | Ja     | Nein  | Ja          |
| Sonic the Hedgehog 2                        | Ja     | Ja    | Ja          |
| Space Harrier II                            | Ja     | Ja    | Ja          |
| Street Fighter II: Special Champion Edition | Ja     | Ja    | Nein        |
| Streets of Rage 2                           | Ja     | Ja    | Ja          |
| Strider                                     | Ja     | Nein  | Ja          |
| Super Fantasy Zone                          | Ja     | Ja    | Ja          |
| Sword of Vermilion                          | Nein   | Nein  | Ja          |
| Tetris                                      | Ja     | Ja    | Ja          |
| The Hybrid Front                            | Nein   | Ja    | Nein        |
| The Revenge of Shinobi                      | Nein   | Ja    | Ja          |
| Thunder Force III                           | Ja     | Ja    | Ja          |
| ToeJam & Earl                               | Ja     | Nein  | Nein        |
| Vectorman                                   | Ja     | Nein  | Nein        |
| Virtua Fighter 2                            | Ja     | Nein  | Nein        |
| Wonder Boy in Monster World                 | Ja     | Nein  | Ja          |
| World of Illusion                           | Ja     | Ja    | Ja          |
| Yu Yu Hakusho Makyō Tōitsusen               | Nein   | Ja    | Nein        |

## Entwicklung
Das Mega Drive Mini wurde erstmals auf der Sega Fes Show im April 2018 angekündigt. Sega folgte damit einem zeitgenössischen Trend, ehemalige Spielkonsolen der 1980er und 1990er in verkleinerter Form und mit vorinstallierten Spielen als Retro-Nachbildungen mit Softwareemulation zu veröffentlichen. Der ursprüngliche Veröffentlichungszeitraum zum 30-jährigen Jubiläum der Konsole konnte nicht eingehalten werden, da Sega die ursprüngliche Partnerschaft mit dem Retrokonsolen-Spezialist AtGames löste, deren 2017 veröffentlichte Sega Genesis Flashback schlechte Kritiken für ihre Produktionsqualität erhalten hatte. Statt AtGames’ Flashback-Software zu nutzen, übernahm Sega die Produktion selbst. Als neuer Veröffentlichungstermin wurde der 19. September 2019 angekündigt, in Europa und dem Mittleren Osten erschien das Gerät am 4. Oktober 2019.
Retrospezialist M2, der mit Sega bereits an Sega Ages und der Sega 3D Classics Collection zusammengearbeitet hatte, zeichnete für die Portierungen der Spiele auf die Mini verantwortlich. Es war Segas erste neue Konsolenhardware seit dem Marktausstieg mit der Dreamcast 2001. Die Musik des Menüs wurde von Yūzō Koshiro komponiert, der auch Komponist einiger enthaltener Spiele war, darunter The Revenge of Shinobi, Streets of Rage 2 und Beyond Oasis.